# Bobby Charlton
Sir Robert „Bobby“ Charlton CBE (* 11. Oktober 1937 in Ashington, Northumberland; † 21. Oktober 2023) war ein englischer Fußballspieler. Er war Teil der Weltmeistermannschaft, die 1966 den Titel im eigenen Land gewann, und wurde im selben Jahr mit dem Ballon d’Or als „Europas Fußballer des Jahres“ ausgezeichnet. Er war während seiner nahezu gesamten Karriere für den Verein Manchester United aktiv, wo er als offensiver Mittelfeldspieler neben seinen Vorstößen in das Angriffszentrum auch durch seine Weitschusstore berühmt wurde.
Bereits im Jahre 1956 kam Charlton in der Profimannschaft von Manchester United zu seinem Einstand und erarbeitete sich in den beiden folgenden Spielzeiten einen Stammplatz. Während dieser Zeit war er einer der Überlebenden der Flugzeugkatastrophe, der 1958 in München acht seiner Mitspieler zum Opfer gefallen waren. Nach dem Gewinn der Meisterschaft in der Saison 1964/65 wurde er im folgenden Jahr Fußballweltmeister. Im Anschluss an eine weitere Meisterschaft im Jahr 1967 führte er in der Saison 1967/68 seine Mannschaft als Kapitän zum Gewinn des Europapokals der Landesmeister, wobei er im Endspiel zwei Treffer beisteuerte. Er hat hinter Wayne Rooney die meisten Tore für Manchester United geschossen und nach Ryan Giggs die meisten Pflichtspiele in der Vereinsgeschichte von Manchester United absolviert. Von 1970 bis 2015 war er alleiniger Rekordtorschütze der englischen Nationalmannschaft, dann wurde sein Rekord von 49 Toren von Wayne Rooney am 5. September eingestellt. Er wird heute von vielen Experten als einer der besten Fußballspieler aller Zeiten angesehen.
Nach seiner Ära bei Manchester United agierte er ab 1973 noch kurzzeitig als Spielertrainer bei dem Klub Preston North End, zog sich von dort aber bereits nach nur einer Spielzeit wieder zurück. Er schloss sich nach einem kurzzeitigen Engagement bei Wigan Athletic 1984 der Vereinsführung seines früheren Vereins in Manchester an, wo er jahrzehntelang in repräsentativen Funktionen aktiv war.

## Sportliche Laufbahn

### Frühzeit seiner Karriere
Obwohl sein Onkel Jackie Milburn ein erfolgreicher Mittelstürmer bei Newcastle United gewesen war, sollte zunächst Mutter Cissie die erste Person im Leben von Bobby Charlton sein, die ihm den Fußballsport näher brachte und zu seiner Trainerin wurde. Sein älterer Bruder Jack betätigte sich früh als Bergarbeiter und bewarb sich für eine Laufbahn zum Polizisten, bevor er sich dem Fußball zuwendete.
Am 9. Februar 1953 fiel Charlton dem Talentscout von Manchester United – Joe Armstrong – auf, als er bei einem Spiel seiner East-Northumberland-Schule zum Einsatz kam. Später sollte er noch in der englischen Schülernationalmannschaft spielen und schloss sich dann im Alter von 15 Jahren United an, obwohl ihm auch Angebote von zahlreichen anderen Vereinen vorgelegen hatten. Dabei stand seine Mutter der unsicheren Perspektive einer Fußballerkarriere zunächst skeptisch gegenüber, so dass er anfänglich eine Techniker-Ausbildung begann. Im Oktober 1954 wagte er dennoch den riskanten Schritt und wurde Profispieler.
Charlton wurde zu einem Bestandteil der berühmten „Busby Babes“, womit eine Generation von hochtalentierten jungen Spielern bezeichnet wurde, die aus der Nachwuchsabteilung von Manchester United der 1940er und 1950er Jahre entstammte, die selbst wiederum federführend von Trainer Matt Busby nach dem Ende des Zweiten Weltkrieges im Rahmen einer grundlegenden Vereinsumstrukturierung ins Leben gerufen worden war. Innerhalb dieses Systems arbeitete sich Charlton als Torjäger der Jugendmannschaft über das Reserveteam, bis er schließlich im Oktober 1956 zu seinem ersten Spiel in der ersten Mannschaft gegen Charlton Athletic kam. Zu dieser Zeit leistete er den Zivildienst und später den Wehrdienst in Shrewsbury – im zuletzt genannten Fall gemeinsam mit seinem Mannschaftskollegen Duncan Edwards – ab, wobei er bei der Wahl des Standorts dem Rat von Busby gefolgt war, da er so an den Wochenenden weiter in der Lage sein sollte, für seinen Verein zu spielen.

### Durchbruch bei Manchester United
Während seiner ersten Saison kam Charlton in 14 Spielen für Manchester zum Einsatz. Dabei gewann er auf Anhieb die englische Meisterschaft, verpasste aber nach einer – durch unglückliche Umstände entstandenen – Finalniederlage im FA Cup mit seiner Mannschaft das erste Double eines englischen Vereins im 20. Jahrhundert. Der gerade einmal 19-jährige Charlton wurde in dem Endspiel eingesetzt, in dem Uniteds Torhüter Ray Wood nach einem Zusammenprall mit dem Stürmer von Aston Villa – Peter McParland – mit einem gebrochenen Kiefer das Spielfeld verlassen musste. Obwohl Charlton als möglicher Ersatz für Wood galt – zu dieser Zeit waren Auswechselungen noch nicht erlaubt – absolvierte stattdessen Jackie Blanchflower die restliche Partie als Torwart.
Charlton war gleichzeitig in seiner ersten Saison Bestandteil des ersten englisches Teams, das im Europapokal der Landesmeister spielte (zuvor hat der heimische Fußballverband FA dem Wettbewerb skeptisch gegenübergestanden). Dort erreichte Manchester United das Halbfinale, in dem jedoch Real Madrid als Sieger nach Hin- und Rückspiel ins Endspiel einzog. Nach der Titelverteidigung in der englischen Meisterschaft in der Saison 1956/57 erreichte Charlton mit United im Europapokal erneut das Viertelfinale und musste dort gegen Roter Stern Belgrad antreten. Einem 2:1-Heimsieg in der ersten Partie folgte in Jugoslawien – nach zwei Toren von Bobby Charlton – eine zwischenzeitliche 3:0-Führung. Obwohl die Mannschaft aus Belgrad noch zu einem 3:3-Remis ausgleichen konnte, hatte sich United nach Addition der beiden Ergebnisse für das Halbfinale qualifiziert und trat in entsprechend siegesfroher Stimmung den Heimflug an.

### Die Katastrophe von München
Das aus Zemun startende und mit den United-Spielern sowie dem Vereinsstab besetzte Flugzeug musste im winterlichen München neu betankt werden. Obwohl sich die Wetterverhältnisse stetig verschlechterten, setzte man nach Ende des Tankvorgangs zum erneuten Abflug an, der dann zweimal abgebrochen wurde und dazu führte, dass die Passagiere erneut das Flugzeug verlassen mussten, um einen technischen Defekt zu beheben.
Nach bereits zehn Minuten wurden die Passagiere erneut zum Besteigen des Flugzeugs aufgefordert. In der aufkommenden Nervosität entschieden sich Tommy Taylor und David Pegg dafür, einen vermeintlich sicheren Platz im hinteren Teil zu suchen und tauschten dazu mit Charlton und seinem Mannschaftskameraden Dennis Viollet ihre Sitzgelegenheiten, was sich nur kurze Zeit später als eine fatale Entscheidung für Taylor und Pegg herausstellen sollte.
Beim nächsten Abflugversuch durchbrach das Flugzeug am Ende der Start- und Landebahn die Zaunbegrenzung. Ein Flügel durchriss dabei ein nahestehendes Haus, setzte es in Brand und fiel mit einem Teil des Hecks zu Boden, wo ein Baum und eine Holzhütte getroffen wurde. Der in seinem Sitz angeschnallte Charlton fiel aus der Kabine und der durch glückliche Umstände völlig unverletzte Torhüter Harry Gregg, der alleine Rettungsmaßnahmen durchführte, glaubte zunächst, dass Charlton nicht überlebt hatte. Spontan zog ihn Gregg gemeinsam mit Viollet aus der Gefahrenzone, in ständiger Angst, das Flugzeug könnte explodieren. Als Gregg zum Unfallort zurückkehrte, um den sehr schwer verletzten Busby und Blanchflower zu helfen, kamen Charlton und Viollet zu sich und befreiten sich aus ihren Sitzen.
Charlton erlitt einige Schnittverletzungen am Kopf und musste vor allem aufgrund eines schweren Schocks eine Woche im Krankenhaus verbringen. Acht seiner Mannschaftskameraden fielen der Katastrophe zum Opfer: Tommy Taylor und David Pegg, mit denen er noch – gemeinsam mit Dennis Viollet – die Plätze getauscht hatte, Mannschaftskapitän Roger Byrne sowie Mark Jones, Billy Whelan, Eddie Colman und Geoff Bent. Duncan Edwards erlag zwei Wochen nach dem Unglück seinen Verletzungen. Insgesamt hatte der Absturz 23 Opfer gefordert. Als Ursache wurde lange Zeit die verstärke Eisbildung auf den Tragflächen verantwortlich gemacht, was nach einer späteren Untersuchung revidiert werden musste; offenbar hatte der Schneematsch auf der Startbahn ein sicheres Abheben des Flugzeugs nahezu unmöglich gemacht.
Charlton konnte als erster Überlebender das Krankenhaus verlassen und kehrte acht Tage nach dem Unglück am 14. Februar 1958 nach Manchester zurück. Während seiner Genesungszeit spielte er ein wenig mit Jugendmannschaften in seiner Gegend. Obwohl er erst 20 Jahre alt war, beförderten ihn die Ereignisse von München ruckartig zu einem großen Hoffnungsträger beim vollständigen Neuaufbau einer Mannschaft, die Busby für den Rest der Spielzeit zusammenzustellen versuchte.
Erwartungsgemäß unterlag die dezimierte Mannschaft im Europapokal-Halbfinale gegen die AC Mailand mit insgesamt 2:5 Toren nach Hin- und Rückspiel und fiel zudem in der englischen Meisterschaft weiter zurück. Dennoch gelang es der Mannschaft, wie im Vorjahr ins FA-Cup-Endspiel einzuziehen. Sie wurde im Wembley-Stadion erstmals wieder von Busby betreut. Trotz einer großen Sympathiewelle, die dem United-Team durch das ganze Land zuteilwurde, gewannen dort die Bolton Wanderers – nach zwei Toren von Nat Lofthouse – mit 2:0.

### Aufstieg zum Spitzenspieler in Manchester und in der englischen Nationalmannschaft
Zu dieser Zeit komplettierte Charlton seinen Aufstieg als wohl größtes Jungfußballertalent Englands, als er erstmals in die englische Nationalmannschaft berufen wurde, um in der British Home Championship gegen Schottland im Hampden Park anzutreten. Dieses Spiel begründete gleichzeitig den Beginn einer langen, ereignisreichen und weltweit gewürdigten Karriere als englischer Nationalspieler mit zahlreichen Rekorden.
Während des spektakulären 4:0-Siegs gegen den schottischen Erzrivalen trat Charlton bereits positiv in Erscheinung und verwandelte mit einem harten Direktschuss eine Flanke des Linksaußen Tom Finney zu seinem ersten Länderspieltor. Bei seinem zweiten Einsatz für England schoss Charlton beide Tore zum 2:1-Sieg in einem Freundschaftsspiel gegen Portugal. Den erfolgreichen ersten Schritten in der Nationalmannschaft folgte ein schwerer Gang für Charlton, als er für seinen dritten Einsatz nach Belgrad zurückkehrte. Charlton agierte dort sehr nervös in einer insgesamt sehr schwachen englischen Mannschaft, die mit 0:5 gegen Jugoslawien verlor. Trotz dieses Rückschlags wurde Charlton jedoch anschließend in den englischen Kader für die WM 1958 in Schweden berufen. Dort sollte er jedoch zu keiner einzigen Einsatzminute kommen, was in der heimischen Presse – trotz seiner schwachen Leistung in Belgrad – für Verwunderung und große Kritik sorgte.
In der Folgezeit entwickelte sich Charlton sowohl bei United als auch in der Nationalmannschaft weiter positiv. Er konnte dabei stetig seine Torquote erhöhen und erzielte einige spektakuläre Treffer. Sowohl 1959 als auch 1961 erzielte er jeweils drei Tore beim 8:1-Sieg gegen die Vereinigten Staaten bzw. beim 8:0-Erfolg gegen Mexiko.
Während der Qualifikationsspiele für die WM 1962 in Chile agierte er in den Partien gegen Luxemburg und Portugal und wurde anschließend für das Turnier selbst nominiert. Er erzielte in seinem 25. Länderspiel ein Tor während des 3:1-Siegs im Gruppenspiel gegen Argentinien, konnte aber schließlich das Aus im Viertelfinale auch nicht verhindern, als England dem späteren Weltmeister Brasilien mit 1:3 unterlag.
Mit Manchester United konnte Charlton weitere Erfolge verzeichnen, als er 1963 mit seinem Team – nach zuvor zwei Endspielniederlagen in diesem Wettbewerb – im Finale des FA Cups Leicester City mit 3:1 besiegte. Busbys langfristiges Wiederaufbauprogramm hatte dann endgültig seinen Höhepunkt erreicht, als United mit Charlton in den Jahren 1965 und 1967 zwei weitere Meisterschaften erringen konnte. Im dazwischen liegenden Jahr fand zudem die Weltmeisterschaft im eigenen Land statt, für die sich England als Gastgeber nicht qualifizieren musste. Obwohl er mit seinem Verein keinen Pokal gewinnen konnte, wurde er 1966 sowohl als Englands Fußballer des Jahres als auch mit dem Ballon d’Or als „Europas Fußballer des Jahres“ ausgezeichnet.
Mit Alf Ramsey besaß die englische Nationalmannschaft einen neuen Trainer, der erstmals alleine über die Nominierung der Spieler entscheiden durfte (bis zur Weltmeisterschaft in Chile war dies zuvor in einer speziellen Prozedur in einem Komitee der FA entschieden worden). Ramsey sortierte einige ältere Spieler aus, die zuvor stets ihre loyalen Fürsprecher im Komitee gehabt hatten (dabei war stets neben dem fußballerischen Können und der aktuellen Formstärke auch das Verhalten auf dem Platz als mindestens genauso wichtig erachtet worden). Da Charlton Stärken in allen drei Bereichen besaß, war aber seine Nominierung auch unabhängig von diesem Paradigmenwechsel unstrittig. Charlton war der einzig verbleibende offensive Mittelfeldspieler, um den herum Ramsey den künftigen Weltmeister aufbaute. Vor Beginn des Turniers erwartete die Fachwelt in Charlton – aufgrund seiner Torgefährlichkeit und der kreativen Spielweise im Zentrum – den Aufstieg zu einem Star der Weltmeisterschaft sehen zu können – inmitten der weltweit besten Spieler.

### Das Weltmeisterschaftsjahr 1966
Das Eröffnungsspiel des Turniers war gleichzeitig Charltons 69. Einsatz für England und endete mit einem torlosen 0:0 gegen Uruguay. Im zweiten Spiel gegen Mexiko sorgte eines der berühmtesten Tore von Charlton dafür, dass das englische Team zu einer guten Form in diesem Turnier fand.
Charlton nahm dabei den Ball im Mittelkreis des Wembley-Stadions auf, trickste einen Gegenspieler mit einer Körpertäuschung aus, stieß in einen plötzlich frei werdenden Raum in der Offensive vor und erzielte per Weitschuss in den linken Winkel den Führungstreffer. Nachdem England dieses Spiel anschließend mit 2:0 gewinnen konnte, folgte ein weiterer Sieg mit dem gleichen Ergebnis gegen Frankreich und England zog ins Viertelfinale ein.
Dort schlug England eine am Rande der Fairness agierende Mannschaft aus Argentinien mit 1:0. Im Halbfinale stand England dem Geheimfavoriten aus Portugal gegenüber, in dem Charlton eine außerordentlich gute Leistung zeigte. Er schoss den ersten Treffer, nachdem er den abgeprallten Ball bei einer Abwehraktion des portugiesischen Torhüters gegen Roger Hunt ins leere Tore einschob, und legte sein zweites Tor nach der Vorarbeit von Geoff Hurst nach. Damit war Charlton (gemeinsam mit Hunt) jeweils der zu diesem Zeitpunkt beste englische Torschütze des Turniers und sollte nun im Endspiel auf die DFB-Auswahl treffen.
Obwohl die Partie zu einem der spektakulärsten Spiele der Fußballgeschichte wurde, agierte Charlton eher unauffällig, da er sich in einer Art beiderseitigen Manndeckung mit dem jungen Franz Beckenbauer neutralisierte. Seine Mannschaftskameraden – darunter auch sein Bruder Jack Charlton – sicherten dennoch den Erfolg für England und gewannen nach 4:2 Toren nach Verlängerung – und drei Toren von Hurst (darunter das „Tor von Wembley“) – letztlich die Weltmeisterschaft.

### Erfolge im europäischen Fußball
Mit der Partie gegen Nordirland kam Charlton bereits zu seinem 75. Länderspiel und wurde nach zwei weiteren Begegnungen der Spieler mit den zweitmeisten Einsätzen für England nach Billy Wright, der selbst auf 105 Einsätze gekommen war und noch mit dem jungen Bobby Charlton gespielt hatte, als er seinem 100. Spiel entgegen sah.
Gut zehn Jahre nach den Ereignissen von München erreichte Manchester United das Endspiel im Europapokal der Landesmeister 1967/68 und sollte – obwohl im zurückliegenden Jahrzehnt einige andere Vereine an diesem bedeutendsten europäischen Klubwettbewerb teilgenommen hatten – der erste englische Vertreter sein, dem dies gelang. In einem sehr emotional geprägten Finale schlug die von dem Mannschaftskapitän Charlton angeführte Mannschaft den portugiesischen Meister Benfica Lissabon mit 4:1 nach Verlängerung. Nur wenige Wochen später übernahm Charlton mit seinem 45. Länderspieltreffer den nur ein Jahr zuvor mit 44 aufgestellten Rekord von Jimmy Greaves in einem Freundschaftsspiel gegen Schweden. Es folgte für Charlton eine Halbfinalniederlage bei der EM 1968 gegen Jugoslawien in Florenz und ein 2:0-Sieg gegen die Sowjetunion im Spiel um den dritten Platz.
Im Jahre 1969 wurde Charlton mit dem Order of the British Empire als „OBE“ ausgezeichnet und er erreichte am 21. April des Folgejahres gegen Nordirland die 100-Länderspiele-Grenze, wobei ihn Ramsey für diese Gelegenheit zum englischen Nationalkapitän ernannte. Dem 48. Länderspieltor in dieser Partie folgte einen Monat später sein 49. und letzter Treffer für England bei einem Vorbereitungsspiel gegen Kolumbien – im Rahmen einer als Höhenlagetraining für die WM 1970 in Mexiko beabsichtigen Tournee durch Südamerika. Die zwangsläufige Nominierung Charltons für die Weltmeisterschaft selbst sorgte dann dafür, dass Charlton der erste und bis zum heutigen Tag einzige englische Spieler ist, der im Kader von vier Fußballweltmeisterschaften stand.

### Das Weltmeisterschaftsjahr 1970 und der Rückzug vom aktiven Sport
England startete in Mexiko mit zwei Siegen in der Gruppenphase und einer Niederlage gegen Brasilien zwischen den beiden Erfolgen. Dabei kam Charlton in allen drei Partien zum Einsatz und wurde erst im letzten Spiel gegen die Tschechoslowakei für Alan Ball – im Gefühl der sicheren Qualifikation für das Viertelfinale mit dem Ziel der Schonung – ausgewechselt.
In der Runde der letzten acht Mannschaften stand England einmal mehr dem DFB-Team gegenüber. Dabei kontrollierte Charlton die Begegnung im Mittelfeld zunächst sehr gut, hielt Beckenbauer von dessen gefürchteten Offensivläufen ab und war mitverantwortlich, dass England mit 2:0 in Führung ging. Als Beckenbauer der 1:2-Anschlusstreffer gelang, tauschte Ramsey den müden – und mittlerweile in die Jahre gekommenen – Charlton für Colin Bell aus, der sofort mit einer Chance an dem deutschen Torhüter Sepp Maier scheiterte und schließlich per Flanke Geoff Hurst bediente, der in untypischer Manier diese große Gelegenheit nicht zu einem Treffer nutzen konnte. Die deutsche Mannschaft, deren Stärke stets im Aufholen bereits verloren geglaubter Spiele gelegen hatte, drehte die Partie mit zwei weiteren Toren – dem zwischenzeitlichen 2:2-Ausgleich von Uwe Seeler mit dem Hinterkopf folgte der Siegtreffer von Gerd Müller in der Verlängerung. England schied aus dem Turnier aus und nach 106 Länderspielen und 49 Toren bat der mittlerweile 32-jährige Bobby Charlton seinen Trainer Ramsey, ihn in der Zukunft nicht mehr zu berücksichtigen. Diesem Schritt folgte sein zwei Jahre älterer Bruder und mittlerweile 71-fache englische Nationalspieler Jack Charlton.
Entgegen einer verbreiteten Meinung in der öffentlichen Darstellung war die Auswechselung von Charlton im Spiel gegen Deutschland nach Expertenmeinung nicht elementar verantwortlich für die Wendung hin zu Englands Niederlage. Der Anschlusstreffer von Beckenbauer fand noch zu einem Zeitpunkt statt, als sich Charlton auf dem Spielfeld befand und nach Aussage von Charlton während einer Dokumentation der BBC bekräftigte dieser, dass seine Auswechselung – auch angesichts der Situation des bereits hingenommenen Gegentors – keinen zusätzlichen negativen Einfluss auf das Spiel hatte. Seine Rekordmarke in Bezug auf die Anzahl der englischen Länderspiele, mit der er auch gleichzeitig weltweit Rekordhalter war, hielt bis 1973 an, als ihn Bobby Moore übertraf. Noch heute ist er hinter Moore, David Beckham und Peter Shilton, der seine England-Karriere wiederum genau zu dem Zeitpunkt begann, nachdem Charlton sie beendet hatte, auf dem vierten Platz. Sein Torrekord hatte bis 2015 Bestand als er von Wayne Rooney abgelöst wurde.
In den frühen 1970er Jahren befand sich Manchester United in einer sportlichen Krise und war häufig im Abstiegskampf. Innerhalb der Mannschaft existierten erhebliche Verständigungsprobleme mit den anderen Spitzenspielern George Best und Denis Law, die sich unter anderem darin äußerten, dass sich Best weigerte an einem Freundschaftsspiel zu Ehren von Bobby Charlton teilzunehmen (um in den Genuss eines – in der Regel steuerfreien – „testimonial matches“ zu kommen, werden im britischen Fußball grob mindestens zehn Jahre beim selben Verein – nebst anderen ehrungswürdigen Errungenschaften – zum Maßstab genommen) und merkte dabei an, dass er sich sonst als „heuchlerisch“ empfunden hätte. Charlton verließ nach Beendigung der Saison 1972/73 und insgesamt 249 Toren in 758 Spielen seinen langjährigen Klub. Er ist damit der zweitbeste Torschütze seines Vereins hinter Wayne Rooney mit 253 Toren; die Bestmarke für die meisten Pflichtspieleinsätze hielt er bis 2008, als ihn Ryan Giggs im Champions-League-Finale überholte. Die letzte Partie für United absolvierte Charlton gegen den FC Chelsea an der Stamford Bridge, vor dessen Beginn Charlton als passionierter Raucher aus den Händen des Chelsea-Vereinsvorsitzenden eine Zigarrenkiste als Abschiedspräsent erhielt.

## Spielweise
Charlton begann zunächst in seiner Frühphase bei Manchester United als Flügelspieler auf der Außenbahn, entwickelte sich aber im Laufe der Zeit immer mehr zu einem aus dem Mittelfeld kommenden zentralen Stürmer und glich darin der Spielweise eines Alfredo Di Stéfano, den Charlton bereits als Jugendspieler verehrt und in der Folgezeit zu kopieren versucht hatte. Dadurch unterschied er sich von einem konventionellen – und eher physisch orientierten – Mittelstürmer deutlich.
Seiner Spielweise kam zudem die große Stärke bei Distanzschüssen zugute. Dabei hatte er sich bereits seit früher Jugend eine mit beiden Füßen gleich leistungsstarke Schusstechnik antrainiert. Das im englischen Fußball stets hoch angesiedelte Gebot der Fairness wurde von Charlton besonders ideal dargestellt, da er nur selten Foulspiele beging und auch vom Schiedsrichter nur äußerst selten verwarnt werden musste.

## Nach der Fußballerkarriere
Charlton heuerte 1973 bei Preston North End als Spielertrainer an und arbeitete dort mit seinem ehemaligen Mannschaftskameraden – sowohl bei United als auch in der Nationalmannschaft – Nobby Stiles zusammen. Dieses Engagement dauerte jedoch nur eine kurze Zeit an und endete unmittelbar nach dem Abstieg des Vereins aus der zweitklassigen Second Division. 1974 wurde er zum „Commander of the British Empire“ (CBE) ernannt. Charlton arbeitete einige Jahre unregelmäßig mit der BBC zusammen und kommentierte Fußballspiele als Experte. Zudem kam er 1975 noch einmal für den irischen Verein Waterford FC bei dessen Niederlage gegen Finn Harps im FAI Cup zum Einsatz.
Er wechselte schließlich auf einen Direktorenposten zum Verein Wigan Athletic und betreute sogar kurzfristig auf Interimsbasis die Mannschaft als Trainer. Nach einem kurzen Intermezzo in Südafrika als Spieler betätigte er sich dann auf vielfältigen Berufsfeldern, darunter im Juwelier- und Reisegeschäft. Zudem eröffnete er mehrere Fußballschulen in Großbritannien, den Vereinigten Staaten, Kanada, Australien und China. Im Jahre 1984 bot ihm sein alter Verein Manchester United eine Position im Vorstand an, wobei neben seinem Fußballsachverstand auch sein klangvoller Name – vor allem nach dem Rückzug von Busby von dem Direktorenposten zugunsten des Präsidentenamts – benötigt wurde. Charlton nahm das Angebot an und war bis ins hohe Alter für den Verein in repräsentativer Funktion – zumeist als eine Art „Botschafter“ in allen Teilen der Welt – aktiv.
Charlton unterstützte die Bewerbungsverfahren der Stadt Manchester für die Olympischen Sommerspiele in den Jahren 1996 und 2000, sowie für die Commonwealth Games 2002, die englische Bewerbung für die Fußball-WM 2006 und schließlich die Olympischen Spiele 2012 in London. 1994 wurde er von der britischen Königin zum Knight Bachelor geschlagen. Zudem wurde er 2002 in die neu errichtete englische Football Hall of Fame aufgenommen. Charlton erhielt außerdem die Ehrendoktorwürde der Universität von Manchester. 2012 wurde ihm der japanische kleine Orden der Aufgehenden Sonne mit Rosette verliehen.
Im November 2020 wurde bei ihm eine Demenz diagnostiziert. Er starb im Oktober 2023 im Alter von 86 Jahren.

## Erfolge
- Weltmeister: 1966
- Europapokalsieger der Landesmeister: 1968
- Englischer Meister: 1957, 1965, 1967
- FA-Cup-Sieger: 1963
- Charity-Shield-Sieger: 1957, 1965*, 1967* * (geteilter Titel)
- Ballon d’Or („Europas Fußballer des Jahres“): 1966
- Englands Fußballer des Jahres: 1966

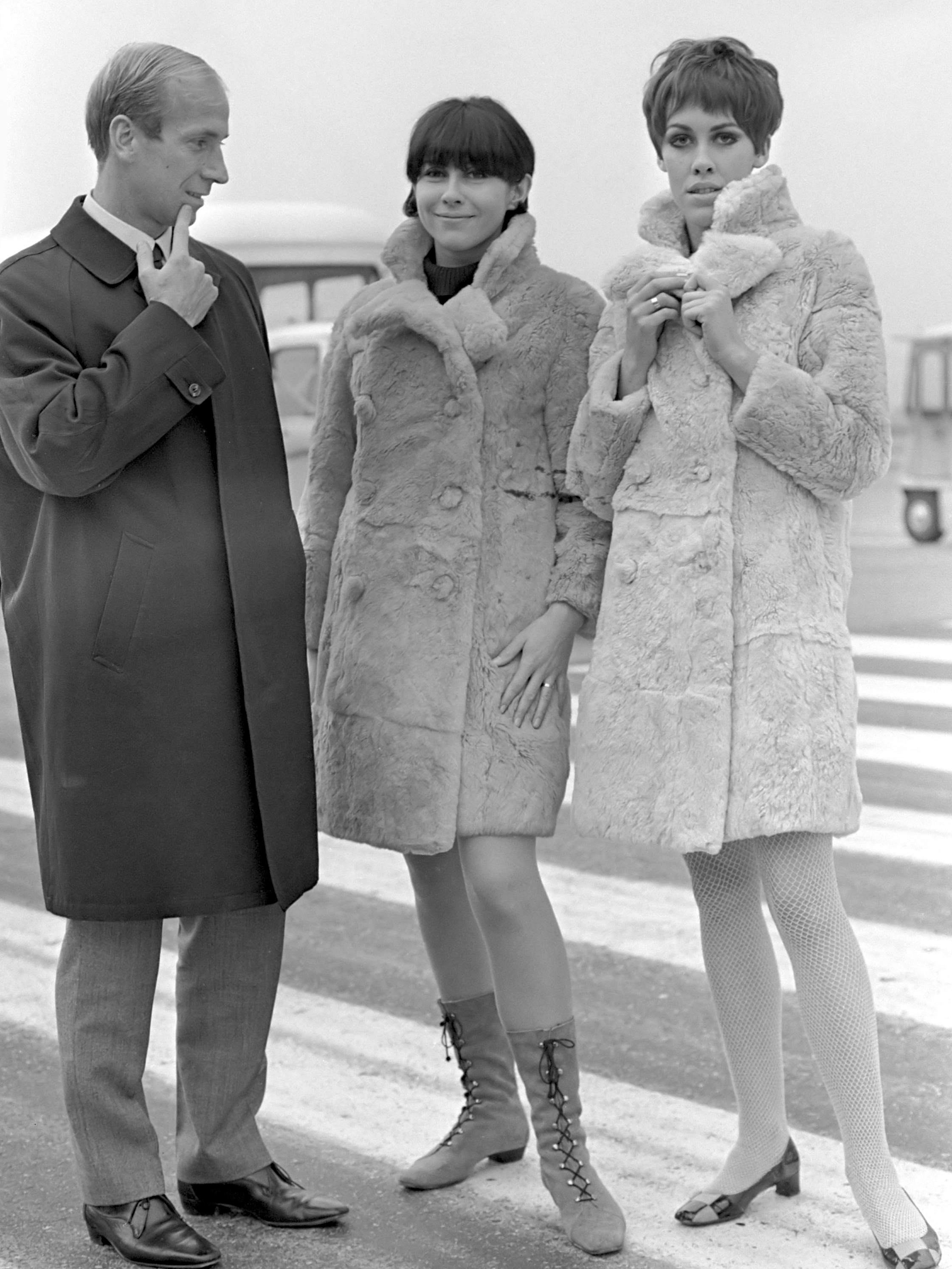
Bobby Charlton (1966) und zwei britische Mannequins

## Trivia
- Bobby Charlton war seit 1961 mit seiner Frau Norma verheiratet. Sie haben zwei Töchter, wobei vor allem Suzanne Charlton der Öffentlichkeit bekannt ist, da sie bei der BBC als Wetteransagerin arbeitet.
- Als Charlton bereits zu Beginn der 1960er Jahre mit verstärktem Haarausfall zu kämpfen hatte und dies damit zu kaschieren versuchte, dass er die noch vorhandenen Haare lang wachsen ließ und über die kahlen Stellen kämmte, begründete er damit den bis heute unter diesem Namen bekannten „Bobby Charlton Comb-Over“-Stil.
- In seiner gesamten Fußballerlaufbahn erlitt Charlton niemals eine Verletzung.
- Beim Deutschen Fußball-Kulturpreis 2011 wurde Bobby Charlton mit dem Walther-Bensemann-Preis ausgezeichnet.[6]